# Чон Чон Йон
Чон Чон Йон (кор. 정정용, нар. 1 квітня 1969) — південнокорейський футболіст, захисник. По завершенні ігрової кар'єри — футбольний тренер.

## Клубна кар'єра
Народився 1 квітня 1969 року. Грав у футбол у клубі «І-Ленд Пума», але у віці 28 років через травму змушений був завершити кар'єру.
Натомість Чон розпочав працювати тренером, перебуваючи в тренерських штабах ряду юнацьких збірних Кореї, а також клубу «Тегу».
З 2016 року розпочав самостійну тренерську кар'єру з юнацькими збірними Кореї. Керував збірною Південної Кореї до 19 років на юнацькому (U-19) кубку Азії 2018 року і допоміг своїй команді стати фіналістом турніру. Цей результат дозволив команді до 20 років кваліфікуватись на молодіжний чемпіонат світу 2019 року у Польщі, куди її теж повіз саме Чон. Там південнокорейська команда теж стала фіналістом турніру.

## Досягнення
- Срібний призер юнацького (U-19) кубка Азії: 2018
- Срібний призер молодіжного чемпіонату світу: 2019